# Quai de l’Horloge
Der Quai de l’Horloge ist ein Kai am Nordufer der Île de la Cité im 1. Arrondissement von Paris.

## Lage
Die Straße verläuft als Einbahnstraße von der Pont au Change zur Pont Neuf.

## Namensursprung

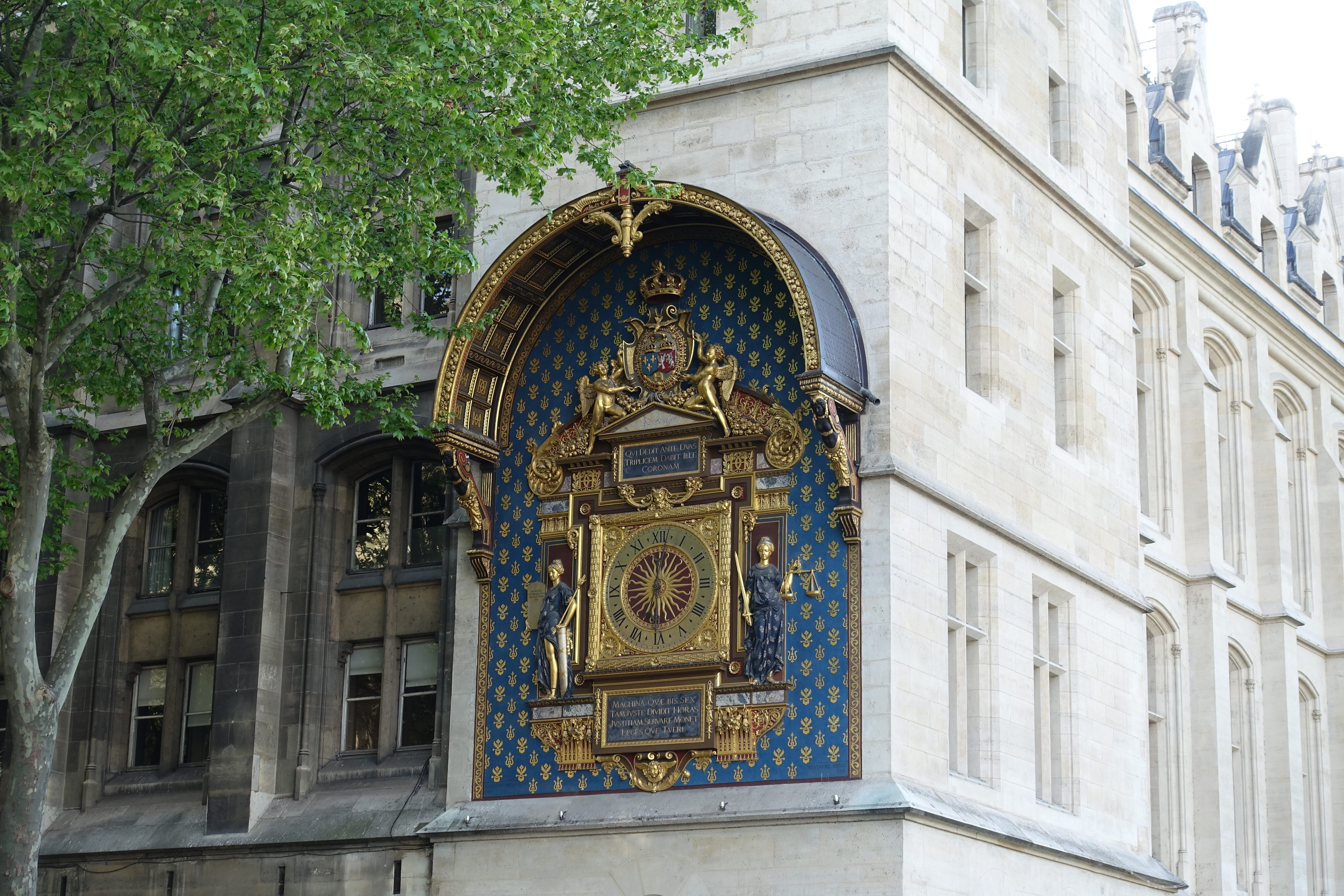

Sein Name wurde wegen der Nähe zum Glockenturm des Palais de la Cité gewählt. Er ist Teil des Pariser Gerichtsgebäudes. Das Zifferblatt der namensgebenden Uhr befindet sich jedoch an der Ecke zum Boulevard du Palais.

## Geschichte
Bis zum Ende des 16. Jahrhunderts endete die Île de la Cité am Ende des Palais de la Cité. Weiter nördlich lagen drei Schwemmlandinseln: die Îlot du Passeur-aux-Vaches („Ochseninsel“), die Île à la Gourdaine (auch „Insel des Patriarchen“ genannt) und die Insel der Juden. Zwischen der Seine und den Mauern, die den Palast und seinen Garten umgaben, befand sich ein abschüssiges Gelände.
Im Jahr 1578 wurde beschlossen, einen neuen Übergang über die Seine, den Pont-Neuf, zu bauen. Die drei Inseln wurden mit der Île de la Cité verbunden. Zu diesem Zweck wurde 1580 mit dem Bau des Quai des Orfèvres und des Quai de l’Horloge begonnen. Die Arbeiten waren 1611 beendet.

## Sehenswürdigkeiten
- Der Kai führt am ehemaligen Palast entlang: Er beginnt am Uhrenturm und führt an der Nordseite des Palais de la Cité mit der Conciergerie entlang.
- Nr. 5: Cour de cassation